# Маккелви, Хью
Хью Боумен Маккелви (англ. Hugh McKelvie; 9 ноября 1879, Комбер, Даун — 6 мая 1940, Белфаст) — ирландский футболист, нападающий.

## Биография
Хью Маккелви родился 9 ноября 1879 года в британском городе Комбер.
Играл в футбол на позиции нападающего. В 1900—1903 годах выступал в Ирландской лиге за «Гленторан» из Белфаста. В сезоне-1901/02 забил 12 мячей, в сезоне-1902/03 — 8 мячей. В 1903—1905 годах играл за «Дистиллери» из Лисберна, в составе которого в 1905 году стал обладателем Кубка Ирландии.
В 1901—1902 годах провёл 2 матча за сборную Ирландии, мячей не забивал. Дебютным для Маккелви стал поединок 23 марта 1901 года в Белфасте в рамках домашнего чемпионата Великобритании против Уэльса (0:1). 
Умер 6 мая 1940 года в Белфасте.

## Достижения

### Командные
- Обладатель Кубка Ирландии (1): 1904/05.